# Volta a Múrcia
La Volta a Múrcia és una competició ciclista professional per etapes que es disputa a la Regió de Múrcia a primers de març. La cursa fou creada com a competició amateur el 1981. El 1985 va passar a ser una prova professional i des del 1989 té presència internacional. Actualment forma part de l'UCI Europa Tour.
Des de la seva creació ha comptat amb 5 o 6 etapes, però es van anar reduint fins que l'edició 2013 de la Volta a Múrcia fou tan sols una etapa. El 2019 es tornà a disputar en dues etapes.

## Palmarès
| Any                                  | Vencedor                         | Segon                        | Tercer                         |
| ------------------------------------ | -------------------------------- | ---------------------------- | ------------------------------ |
| Volta Ciclista a Múrcia-Costa Càlida |                                  |                              |                                |
| 1981                                 | Pedro Delgado                    |                              |                                |
| 1982                                 | José Salvador Sanchis Tormo      |                              |                                |
| 1983                                 | Francisco Javier Cedena Martínez |                              |                                |
| 1984                                 | Ricardo Martínez Matei           |                              |                                |
| 1985                                 | Josep Recio Ariza                | Jesús Blanco Villar          | Pedro Delgado                  |
| 1986                                 | Miguel Indurain Larraya          | Peio Ruiz Cabestany          | Jaume Vilamajó Ipiens          |
| 1987                                 | Peio Ruiz Cabestany              | Carlos Hernández Bailo       | Mariano Sánchez Martínez       |
| 1988                                 | Carlos Hernández Bailo           | William Palacio              | Antonio Martínez Martínez      |
| 1989                                 | Marino Alonso Monje              | Silvano Contini              | Víctor Gonzalo Guirao          |
| 1990                                 | Tom Cordes                       | Santos Hernández Calvo       | Eduardo Chozas Olmo            |
| 1991                                 | José Luis Villanueva Orihuela    | Claudio Chiappucci           | Julián Gorospe Artabe          |
| 1992                                 | Álvaro Mejía Castrillón          | Antonio Martín Velasco       | Melcior Mauri i Prat           |
| 1993                                 | Carlos Galarreta Lázaro          | Laudelino Cubino González    | Eddy Bouwmans                  |
| 1994                                 | Melcior Mauri i Prat             | Aitor Garmendia Arbilla      | Herminio Díaz Zabala           |
| 1995                                 | Adriano Baffi                    | Erik Breukink                | Maurizio Fondriest             |
| 1996                                 | Melcior Mauri i Prat             | Wladimir Belli               | Rodolfo Massi                  |
| 1997                                 | Juan Carlos Domínguez Domínguez  | Ignacio García Camacho       | Santos González Capilla        |
| 1998                                 | Alberto Elli                     | Alekszandr Vinokurov         | Marco Pantani                  |
| 1999                                 | Marco Pantani                    | Javier Pascual Rodríguez     | Beat Zberg                     |
| 2000                                 | David Cañada Gracia              | Javier Pascual Llorente      | José Alberto Martínez Trinidad |
| 2001                                 | Aitor González Jiménez           | Javier Pascual Llorente      | Mikel Zarrabeitia Uranga       |
| 2002                                 | Víctor Hugo Peña Grisales        | Jan Hruška                   | Oscar Camenzind                |
| 2003                                 | Javier Pascual Llorente          | Jan Hruška                   | Haimar Zubeldia Agirre         |
| 2004                                 | Alejandro Valverde Belmonte      | José Iván Gutiérrez Palacios | Cadel Evans                    |
| 2005                                 | Koldo Gil Pérez                  | Antoni Colom Mas             | Damiano Cunego                 |
| 2006                                 | José Iván Gutiérrez Palacios     | David Bernabeu Armengol      | Jan Hruška                     |
| 2007                                 | Alejandro Valverde Belmonte      | Ángel Vicioso Arcos          | Manel Lloret Zaragozi          |
| 2008                                 | Alejandro Valverde Belmonte      | Stefano Garzelli             | Alberto Contador Velasco       |
| Volta Ciclista a la Regió de Múrcia  |                                  |                              |                                |
| 2009                                 | Denís Ménxov                     | Rubén Plaza Molina           | Pieter Weening                 |
| 2010                                 | František Raboň                  | Denís Ménxov                 | Bradley Wiggins                |
| 2011                                 | Jérôme Coppel                    | Denís Ménxov                 | Wout Poels                     |
| Volta Ciclista a Múrcia              |                                  |                              |                                |
| 2012                                 | Nairo Quintana Rojas             | Jonathan Tiernan-Locke       | Wout Poels                     |
| 2013                                 | Daniel Navarro García            | Bauke Mollema                | Alejandro Valverde Belmonte    |
| 2014                                 | Alejandro Valverde Belmonte      | Tiago Machado                | Davide Rebellin                |
| 2015                                 | Rein Taaramäe                    | Bauke Mollema                | Zdeněk Štybar                  |
| 2016                                 | Philippe Gilbert                 | Alejandro Valverde Belmonte  | Ilnur Zakarin                  |
| 2017                                 | Alejandro Valverde Belmonte      | Jhonatan Restrepo Valencia   | Patrick Konrad                 |
| 2018                                 | Luis León Sánchez Gil            | Alejandro Valverde Belmonte  | Philippe Gilbert               |
| 2019                                 | Luis León Sánchez Gil            | Alejandro Valverde Belmonte  | Peio Bilbao López de Armentia  |
| 2020                                 | Xandro Meurisse                  | Josef Černý                  | Lennard Kämna                  |
| 2021                                 | Antonio Jesús Soto               | Ángel Madrazo Ruiz           | Gonzalo Serrano Rodríguez      |
| 2022                                 | Alessandro Covi                  | Matteo Trentin               | Matis Louvel                   |
| 2023                                 | Ben Turner                       | Simon Clarke                 | Jordi Meeus                    |
| 2024                                 | Ben O'Connor                     | Jan Tratnik                  | Tim Wellens                    |
| 2025                                 | Fabio Christen                   | Aurélien Paret-Peintre       | Cristian Scaroni               |

- El guanyador inicial del 2006, Santos González va ser desqualificat per dopatge[2][3][4]
- El guanyador inicial del 2011, Alberto Contador va ser desqualificat per dopatge[5][6]